# 1089 (szám)
Az 1089 (római számmal: MLXXXIX) az 1088 és 1090 között található természetes szám.

## A szám a matematikában
A tízes számrendszerbeli 1089-es a kettes számrendszerben 10001000001, a nyolcas számrendszerben 2101, a tizenhatos számrendszerben 441 alakban írható fel.
Az 1089 páratlan szám, összetett szám. Kanonikus alakja 32 · 112, normálalakban az 1,089 · 103 szorzattal írható fel. Kilenc osztója van a természetes számok halmazán, ezek növekvő sorrendben: 1, 3, 9, 11, 33, 99, 121, 363 és 1089.
Az 1089 négyzetszám (33²), középpontos nyolcszögszám, kilencszögszám.
Az 1089 húsz szám valódiosztó-összegeként áll elő, ezek közül legkisebb a 2421.

## Csillagászat
- 1089 Tama kisbolygó